# 미스터 스마일
《미스터 스마일》(영어: The Old Man & the Gun)은 2018년에 개봉한 미국의 전기 범죄 영화이다. 데이비드 라워리가 감독과 각본을 맡았다. 미국에서는 2018년 10월 19일에, 대한민국에서는 2018년 12월 27일에 개봉되었다.

## 줄거리
“전 지금 은행을 털러 왔어요. 제 가방에 현금을 채워 주세요.”
머리부터 발끝까지 단정한 슈트로 풀착장, 얼굴엔 미소를 잃지 않고 우아하고 품위 있게! 사람의 마음까지 사로잡는 방식으로 한 평생 은행을 털어 온 전대미문의 은행털이 신사 ‘포러스트 터커.’
어느 날 우연히 만난 자유분방한 ‘주얼’에게 마음을 빼앗긴 포러스트는 자신의 정체에 대한 비밀을 간직한 채 주얼과의 만남을 이어 간다. 한편 텍사스주 경찰 ‘존 헌트’는 웃으면서 은행을 털어 갔다는 미스터리 신사 포러스트 터커에게 관심을 갖게 되고 점점 수사망을 좁혀 가는데...

## 출연진
- 로버트 레드퍼드 - 포러스트 터커 역
- 케이시 애플렉 - 존 헌트 형사 역
- 시시 스페이섹 - 주얼 역
- 대니 글러버 - 테디 그린 역
- 톰 웨이츠 - 월러 역
- 티카 섬프터 - 모린 헌트 역
- 존 데이비드 워싱턴 - 켈리 경위 역
- 엘리자베스 모스 - 도러시 역
- 키스 캐러딘 - 콜더 경감 역
- 아이제이아 휘틀록 주니어 - 진 덴틀러 형사 역